# إيان آتكينز
إيان آتكينز (بالإنجليزية: Ian Atkins)‏ مواليد 16 يناير 1957 في برمنغهام، هو لاعب كرة قدم إنجليزي سابق كان يلعب كمدافع. لعب خلال مسيرته 591 مباراة سجل خلالها 79 هدفاً.

## مرحلة الشباب

### أندية لعب لها
- شروزبري تاون

## المسيرة الاحترافية

### أندية لعب لها
- شروزبري تاون
- نادي سندرلاند
- إيبسويتش تاون
- برمنغهام سيتي
- كولتشستر يونايتد
- كامبريدج يونايتد

## روابط خارجية
- إيان آتكينز على موقع قاعدة بيانات كرة القدم.إي يو (الإنجليزية)
- إيان آتكينز على موقع Soccerbase.com (لاعب) (الإنجليزية)
- إيان آتكينز على موقع Soccerbase.com (مدرب) (الإنجليزية)
- إيان آتكينز على موقع عالم كرة القدم.نت (الإنجليزية)